# Tunnel de Shiziyang

Carte de la ligne à grande vitesse Canton-Shenzhen-Hong Kong

Le tunnel de Shiziyang est un tunnel ferroviaire à grande vitesse sous l'estuaire de la Rivière des Perles en République populaire de Chine.

## Ligne
Le tunnel est une section d'une ligne à grande vitesse longue de 140 km reliant Canton (Guangzhou) à Hong Kong via Shenzhen. Elle est conçue pour des vitesses jusqu'à 350 km/h, ce qui en fait le tunnel le plus rapide du monde. C'est aussi le tunnel sous-marin le plus long de Chine. Il permet un voyage en train entre Canton et Hong Kong en 40 minutes — contre deux heures auparavant. Le Guangzhou-Shenzhen-Hong Kong Express Rail Link fait partie d'un plan plus vaste d'extension du réseau grande vitesse de la République populaire de Chine dans lequel les voyages de Pékin à Hong Kong ne dureront que huit heures.

## Construction et mise en service
La construction a commencé en novembre 2007, avec un budget de 2,4 milliards de yuans. Le tunnel a été achevé en mars 2011 ; inhabituellement, le tunnelier a été conçu pour être démantelé à l'intérieur du tunnel.
Le service passagers a débuté en décembre 2011,.